# Raymond Arroyo

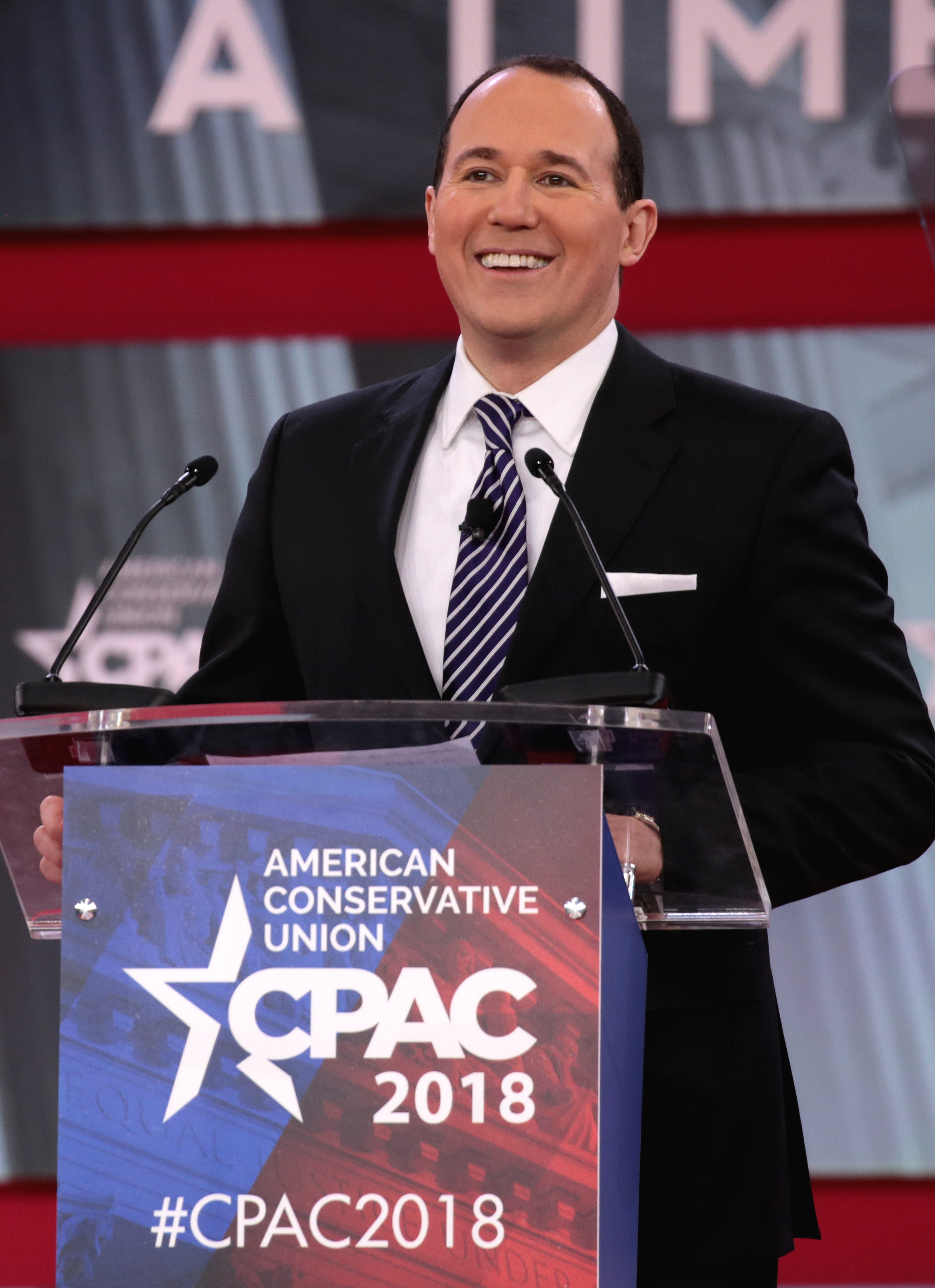
Arroyo bei einer CPAC-Tagung.

Raymond Arroyo ist ein US-amerikanischer Moderator und Autor.

## Leben
Arroyo stammt aus New Orleans. Arroyo hat einen Abschluss der Tisch School of the Arts der New York University. Er arbeitete für Associated Press und The New York Observer, bevor er bei dem römisch-katholisch orientierten Fernsehsender EWTN begann.
Im September 1996 startete die von ihm moderierte Sendung The World Over auf EWTN. In seiner Zeit als Moderator interviewte er unter anderem Mel Gibson, Präsidenten George W. Bush und Donald Trump und Papst Benedikt XVI. Er ist auch regelmäßig in der Fox News Sendung The Ingraham Angle zu sehen, wo er eigene Segmente betreut. Mit seinen Publikationen wurde er New York Times Bestseller.

## Publikationen

### Kinder
- The Wise Men Who Found Christmas. 2022, Sophia Institute Press, ISBN 978-1644136201, mit Illustrationen von Diane Le Feyer.
- The Thief Who Stole Heaven, 2021, Sophia Institute Press, ISBN 978-1644132388.
- The Spider Who Saved Christmas, 2020, Sophia Institute Press, ISBN 978-1644132111, mit Illustrationen von Randy Gallegos.

#### Will Wilder Reihe
- Buch 1: The Relic of Perilous Falls, 2017, Penguin Random House, ISBN 978-0553539622.
- Buch 2: The Lost Staff of Wonders, 2018, Penguin Random House, ISBN 978-0553539707.
- Buch 3: The Amulet of Power, 2020, Penguin Random House, ISBN 978-0553539745

### Sachbücher
- Mother Angelica: The Remarkable Story of a Nun, Her Nerve, and a Network of Miracles, 2007, Image, ISBN  978-0385510936. (Auf Deutsch: Mutter Angelica: Eine Nonne schreibt Fernsehgeschichte. 2009, Media Maria Verlag, ISBN 978-3-9811452-7-4.)
- Mother Angelica: Her Grand Silence: The Last Years and Living Legacy. 2018, Image, ISBN 978-0770437268.
- Mother Angelica's Little Book of Life Lessons and Everyday Spirituality. 2007, Image, ISBN 978-0385519854.
- Mother Angelica's Private and Pithy Lessons from the Scriptures. 2008, Image, ISBN 978-0385519861.
- The Prayers and Personal Devotions of Mother Angelica, 2010, Image, ISBN 978-0307588258.